# Janssen Pharmaceutica
Janssen Pharmaceutica és una companyia farmacèutica amb seu a Beerse, Bèlgica, i propietat de Johnson & Johnson. Va ser fundada el 1953 per Paul Janssen.
El 1961, Janssen Pharmaceutica va ser adquirida per la corporació nord-americana Johnson & Johnson amb seu a Nova Jersey, i va passar a formar part de Johnson & Johnson Pharmaceutical Research and Development (J&J PRD), ara rebatejada com a Janssen Research and Development (JRD), que duu a terme investigacions i desenvolupament, activitats relacionades amb una àmplia gamma de trastorns mèdics humans (incloses malalties mentals, trastorns neurològics, anestèsia i analgèsia, malalties digestives, infeccions per fongs, VIH/SIDA, al·lèrgies i càncer). Janssen i Ortho-McNeil Pharmaceutical s'han situat al grup Ortho-McNeil-Janssen de Johnson & Johnson Company.

## Desenvolupament de la vacuna contra la COVID-19
El 27 de març de 2020, l'Autoritat de Recerca i Desenvolupament Biomèdic Avançat dels Estats Units (BARDA) va assignar 456 milions de dòlars a J&J (Janssen) per desenvolupar una vacuna contra el nou coronavirus.